# Trem da Alegria (álbum de 1987)
Trem da Alegria é o terceiro álbum de estúdio do grupo musical infantil Trem da Alegria, lançado em 1987 pela gravadora RCA Victor.
Entre as canções que compõem a lista de faixas, quatro foram selecionadas como música de trabalho e obtiveram sucesso, a saber: "Thundercats", "Piuí Abacaxi", "A Orquestra dos Bichos" e "A Dança do Canguru".
Comercialmente, o álbum obteve sucesso semelhante ao seu antecessor, com vendas de mais de 850 mil ou até um milhão de cópias no Brasil, de acordo com diferentes fontes. Tal feito rendeu novos discos de platina.

## Produção e lançamento
O disco marca a despedida de Patrícia Marx, que tinha o objetivo de seguir em carreira solo. Para substituí-la foi feito um concurso nacional,vencido pela amazonense Fabíola Braga, que ficou por alguns meses no grupo. Os gêneros musicais explorados são diversos, com canções nos estilos rock, funk, valsa, blues e balada.
Em 1989, os integrantes do programa infantil argentino La Plaga lançaram um LP com versões em espanhol de várias músicas do catálogo do Trem da Alegria e lançaram um álbum autointitulado, cuja capa assemelha-se a do LP Trem da Alegria, de 1987.

## Recepção
Em 8 de maio de 1987, estreou na sétima posição da lista de discos mais vendidos do Jornal do Brasil, e, semanas depois, atingiu o seu pico na tabela, na posição de número dois.
Devido ao sucesso, recebeu um disco duplo de platina, em outubro de 1987, no programa Xou da Xuxa, por ter superado a marca de mais de 500 mil cópias vendidas. Meses depois, as vendas ultrapassaram mais de 850.000 cópias no Brasil.
O êxito comercial fez com que marcasse presença em diversas listas de discos mais vendidos de 1987. Na lista do jornal Folha de S.Paulo, atingiu a terceira posição, enquanto na do Jornal do Brasil apareceu na quinta colocação, por ter superado a marca de um milhão de cópias vendidas.

## Lista de faixas
- Créditos adaptados do encarte do LP Trem da Alegria, de 1987.[12]

Lado A
| N.º | Título                                                                                  | Compositor(es)                                                                       | Participação especial | Duração |  |
| 1.  | "Thundercats"                                                                           | Michael Sullivan / Paulo Massadas                                                    |                       | 4:50    |  |
| 2.  | "Piuí Abacaxi"                                                                          | Mendes Júnior                                                                        | Xuxa                  | 4:17    |  |
| 3.  | "A Orquestra dos Bichos"                                                                | Carlos Colla / Chico Roque                                                           |                       | 3:42    |  |
| 4.  | "O Príncipe Encantado (do Rock n' Roll)" (Música Incidental: When You Wish Upon a Star) | Michael Sullivan / Paulo Massadas Leigh Harline / Ned Washington (música incidental) |                       | 3:35    |  |
| 5.  | "Seu Porquinho"                                                                         | Dudu Bastos / Leo                                                                    |                       | 3:23    |  |
| 6.  | "Zé Grandão"                                                                            | Carlos Colla / Ed Wilson                                                             |                       | 4:03    |  |
| 7.  | "O Dia do Gato"                                                                         | Lulu Santos                                                                          |                       | 2:42    |  |

Lado B
| N.º | Título                                                   | Compositor(es)                    | Participação especial | Duração |  |
| 1.  | "A Dança do Canguru"                                     | Michael Sullivan / Paulo Massadas | Xuxa                  | 4:37    |  |
| 2.  | "Pássaro Azul"                                           | Michael Sullivan / Paulo Massadas |                       | 3:39    |  |
| 3.  | "Cegonha Sem Vergonha" (com Fabíola)                     | Carlos Fernando / Tony Silva      |                       | 3:34    |  |
| 4.  | "Abra a Boca e Feche os Olhos" (Último solo da Patrícia) | Michael Sullivan / Paulo Massadas |                       | 3:34    |  |
| 5.  | "O Brincalhão" (com Fabíola)                             | Eros / Liebert / Juninho Ferreira |                       | 3:18    |  |
| 6.  | "Mamãe me faz um Cafuné" (com Fabíola)                   | Michael Sullivan / Paulo Massadas |                       | 4:16    |  |
| 7.  | "Pingo de Gente"                                         | Cláudio Roberto / Marco Antônio   |                       | 3:50    |  |

## Tabelas
| Tabela musical (1987) | Melhor posição |
| --------------------- | -------------- |
| Brasil (Nopem)        | 2              |

| Tabela musical (1987)     | Posição |
| ------------------------- | ------- |
| Brasil (Nopem)            | 23      |
| Brasil (Folha de S.Paulo) | 3       |
| Brasil (Jornal do Brasil) | 5       |

## Certificações e vendas
| Região                                                                                 | Certificação | Vendas certificadas |
| -------------------------------------------------------------------------------------- | ------------ | ------------------- |
| Brasil                                                                                 | 3× Platina   | 850,000             |
| *vendas baseadas apenas na certificação ^distribuições baseadas apenas na certificação |              |                     |